# سیارک ۲۰۸۱۸
سیارک ۲۰۸۱۸ (به انگلیسی: 20818 Karmadiraju، نامگذاری:2000TQ54) بیست هزار و هشتصد و هجدهمین سیارک کشف شده‌است که در ۱ اکتبر ۲۰۰۰ کشف شد.
قدر مطلق سیارک برابر ۱۶.۲ است.